# Andrena nigritula
Andrena nigritula är en biart som beskrevs av Cockerell 1906. Andrena nigritula ingår i släktet sandbin, och familjen grävbin. Inga underarter finns listade i Catalogue of Life.